# Ssaki Zambii
Ssaki Zambii – lista zawierająca wykaz gatunków ssaków, które występują na terenie Zambii. Lista obejmuje również gatunki, których występowanie jest niepewne. Lista zawiera około 240 gatunków.
Za IUCN zastosowano następujące kategorie zagrożenia:
- EW – gatunek wymarły na wolności
- CR – gatunek krytycznie zagrożony
- EN – gatunek zagrożony
- VU – gatunek narażony na zagrożenie
- NT – gatunek bliski zagrożenia
- LC – gatunek najmniejszej troski
- DD – gatunek słabo rozpoznany
- LR/cd – gatunek niższego ryzyka wymagający ochrony
- LR/nt – gatunek niższego ryzyka bliski zagrożenia
- LR/lc – gatunek dla którego nie zidentyfikowano ryzyka

## Podgromada:Ssaki żyworodne

### Infragromada:Łożyskowce

#### Rząd: Macroscelidea (ryjkonosy)
- Rodzina: Macroscelididae (ryjoskoczki)
  -     - Rodzaj: Elephantulus
      - Elephantulus brachyrhynchus LC
      - Elephantulus fuscus DD

    - Rodzaj: Petrodromus
      - Petrodromus tetradactylus LC – długoszek czteropalczasty

    - Rodzaj: Rhynchocyon
      - Rhynchocyon cirnei NT – sorkonos plamisty

#### Rząd: Tubulidentata (mrówniki)

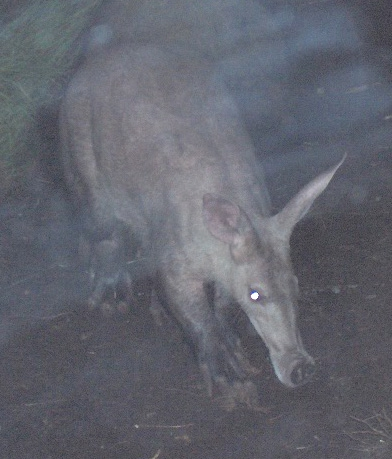
Mrównik

- Rodzina: Orycteropodidae (mrównikowate)
  -     - Rodzaj: Orycteropus
      - Orycteropus afer LC – mrównik

#### Rząd: Hyracoidea (góralki)

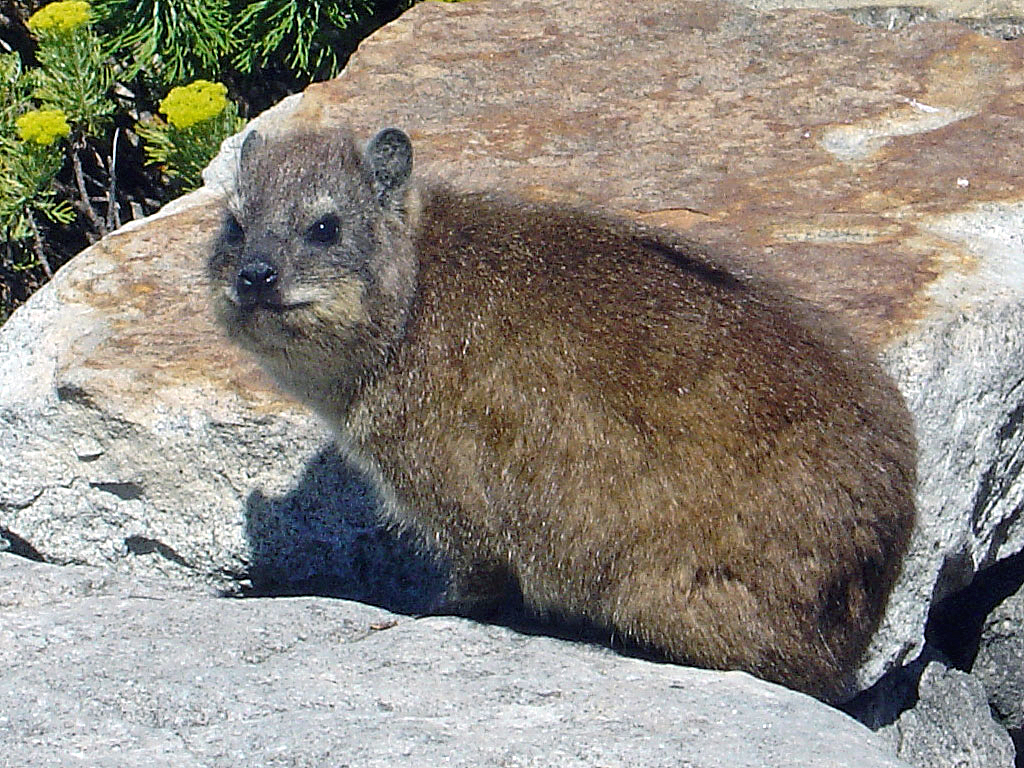
Góralek przylądkowy

- Rodzina: Procaviidae (góralkowate)
  -     - Rodzaj: Heterohyrax
      - Heterohyrax brucei LC – góralek zaroślowy

    - Rodzaj: Procavia
      - Procavia capensis LC – góralek przylądkowy

#### Rząd: Proboscidea (trąbowce)

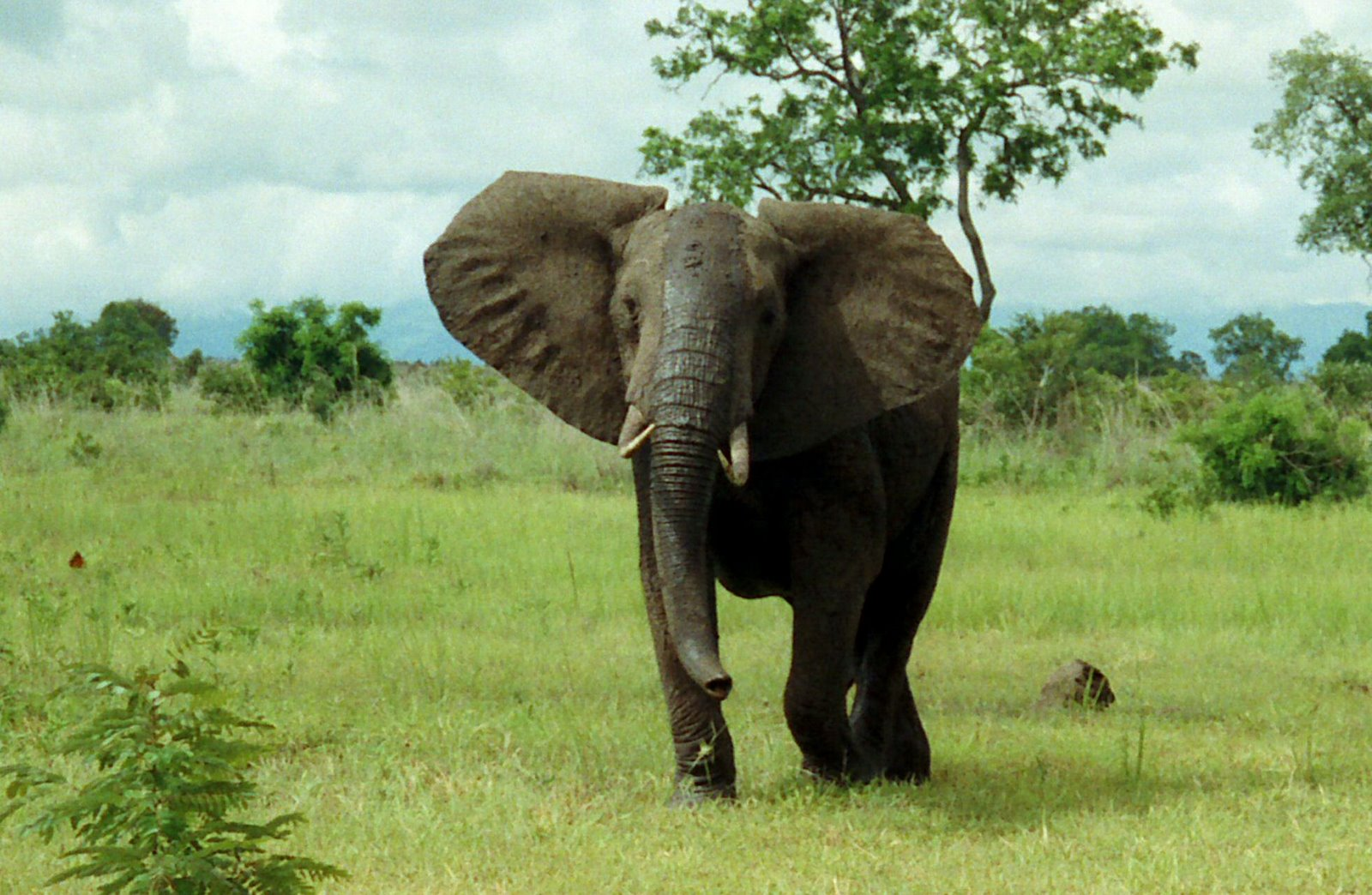
Słoń afrykański

- Rodzina: Elephantidae (słoniowate)
  -     - Rodzaj: Loxodonta
      - Loxodonta africana VU – słoń afrykański

#### Rząd: Primates (naczelne)
- Podrząd: Strepsirrhini
  - Infrarząd: Lemuriformes
    - Nadrodzina: Lorisoidea

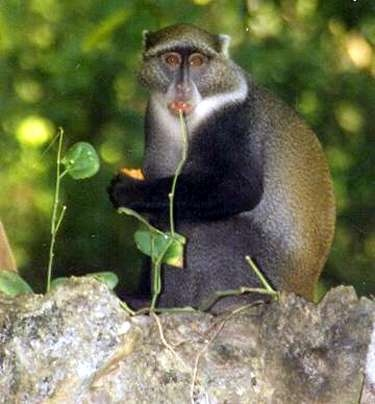
Koczkodan czarnosiwy

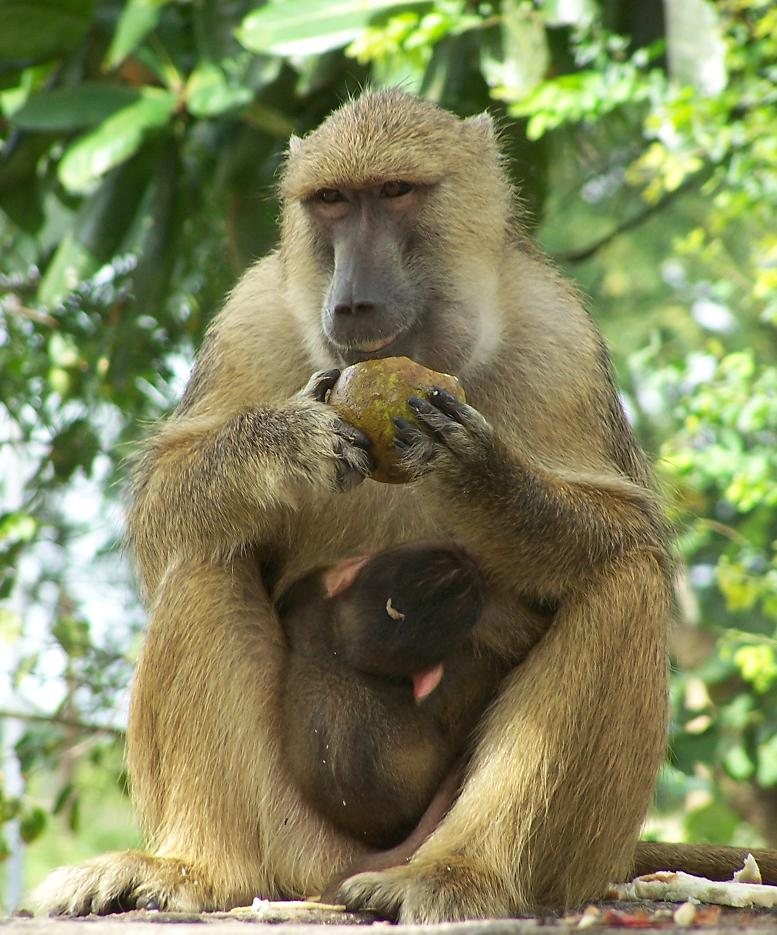
Pawian masajski

      - Rodzina: Galagidae (galagowate)
        - Rodzaj: Galago
          - Galago moholi LR/lc

        - Rodzaj: Otolemur
          - Otolemur crassicaudatus LR/lc – galago gruboogonowy
- Podrząd: Haplorrhini
  - Infrarząd: Simiiformes
    - Parvordo: Catarrhini
      - Nadrodzina: Cercopithecoidea
        - Rodzina: Cercopithecidae (makakowate)
          -             - Rodzaj: Chlorocebus
              - Cercopithecus aethiops LR/lc – koczkodan zielony

            - Rodzaj: Cercopithecus
              - Cercopithecus ascanius LR/lc – koczkodan askanius
              - Cercopithecus mitis LR/lc – koczkodan czarnosiwy

            - Rodzaj: Papio
              - Papio cynocephalus LR/lc – pawian masajski
              - Papio ursinus LR/lc – pawian czakma

          - Podrodzina: Colobinae
            - Rodzaj: Colobus
              - Colobus angolensis LR/lc – gereza angolańska

#### Rząd: Rodentia (gryzonie)

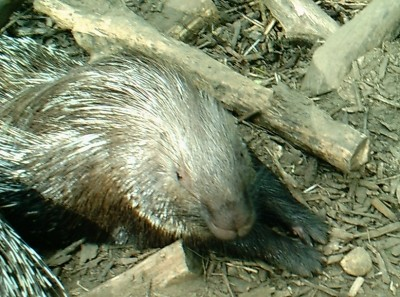
Jeżozwierz grzebieniasty

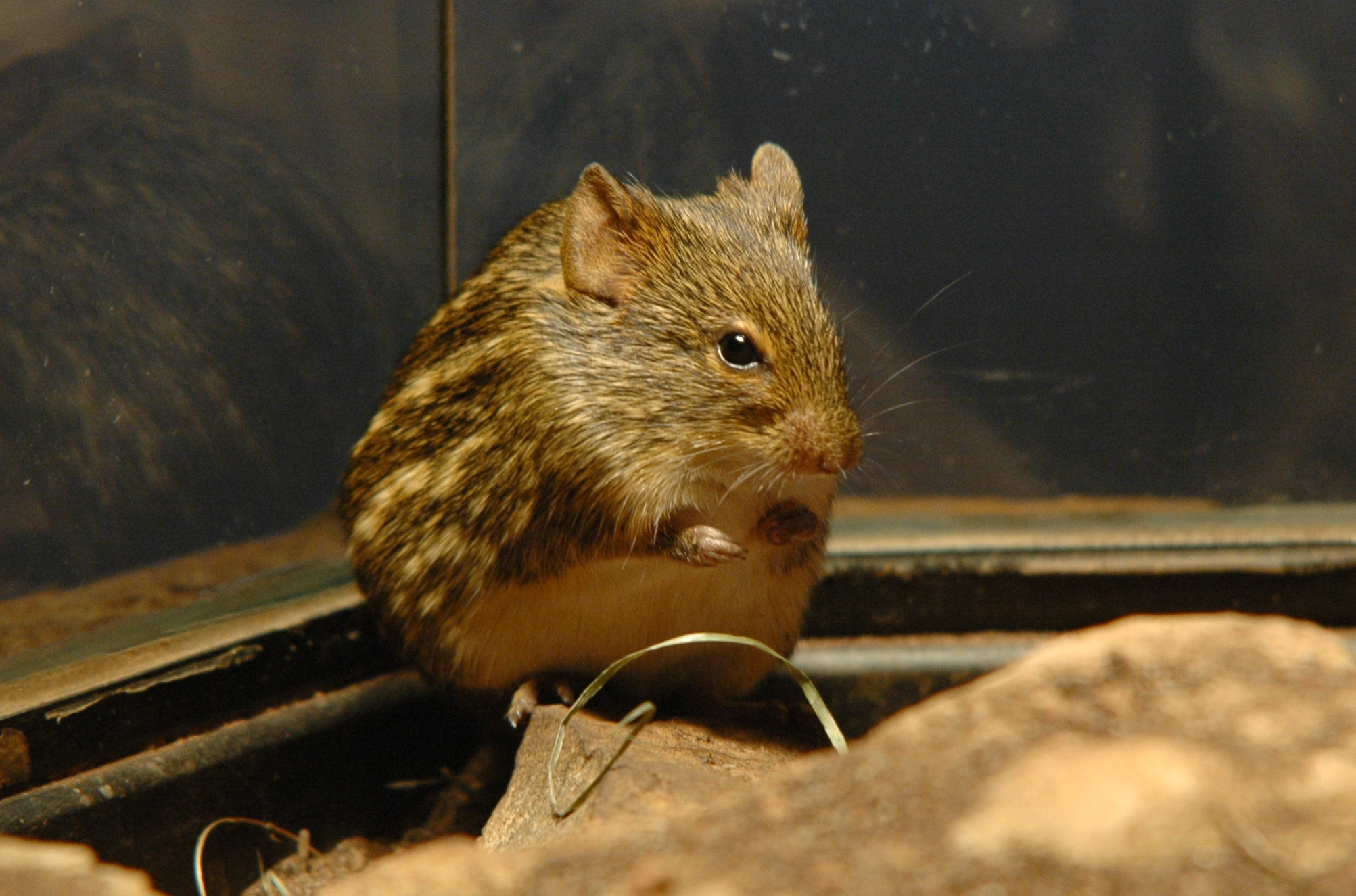
Mysz smugowa

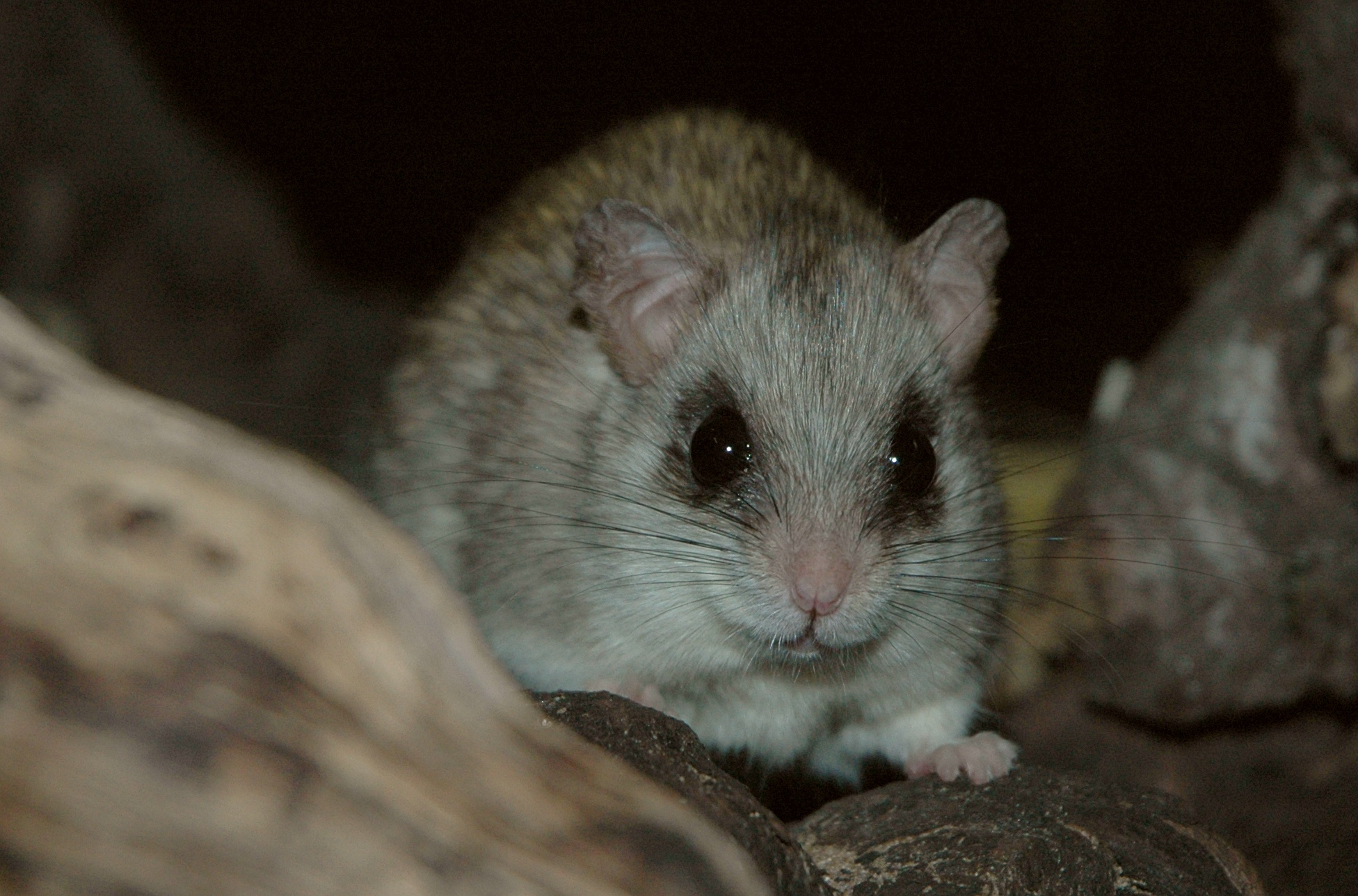
Thallomys paedulcus

- Podrząd: jeżozwierzokształtne (Hystricognathi)
  - Rodzina: Bathyergidae (kretoszczury)
    - Rodzaj: Cryptomys
      - Cryptomys hottentotus LC

    - Rodzaj: Fukomys
      - Fukomys anselli NT
      - Fukomys bocagei DD
      - Fukomys damarensis LC
      - Fukomys kafuensis VU
      - Fukomys mechowi LC
      - Fukomys vandewoestijneae[1]

  - Rodzina: Hystricidae (jeżozwierze)
    - Rodzaj: Hystrix
      - Hystrix africaeaustralis LC – jeżozwierz grzebieniasty

  - Rodzina: Thryonomyidae (szczecińce)
    - Rodzaj: Thryonomys
      - Thryonomys gregorianus LC
      - Thryonomys swinderianus LC – szczeciniec
- Podrząd: Sciurognathi
  - Rodzina: Anomaluridae (wiewiórolotkowate)
    - Podrodzina: Anomalurinae
      - Rodzaj: Anomalurus
        - Anomalurus derbianus LC – wiewiórolotka Derby'ego

      - Rodzaj: Anomalurops
        - Anomalurops beecrofti LC – wiewiórolotka srebrzysta

  - Rodzina: Pedetidae (postrzałki)
    - Rodzaj: Pedetes
      - Pedetes capensis LC

  - Rodzina: Sciuridae (wiewiórkowate)
    - Podrodzina: Xerinae
      - Tribe: Protoxerini
        - Rodzaj: Heliosciurus
          - Heliosciurus gambianus LC – wiewiórka gambijska
          - Heliosciurus mutabilis LC

        - Rodzaj: Paraxerus
          - Paraxerus boehmi LC
          - Paraxerus cepapi LC
          - Paraxerus lucifer DD

  - Rodzina: Gliridae
    - Podrodzina: Graphiurinae
      - Rodzaj: Graphiurus
        - Graphiurus johnstoni DD
        - Graphiurus microtis LC
        - Graphiurus monardi DD
        - Graphiurus platyops LC

  - Rodzina: Nesomyidae
    - Podrodzina: Dendromurinae
      - Rodzaj: Dendromus
        - Dendromus melanotis LC – nadrzewik szary
        - Dendromus mesomelas LC
        - Dendromus mystacalis LC
        - Dendromus nyikae LC

      - Rodzaj: Steatomys
        - Steatomys krebsii LC
        - Steatomys parvus LC
        - Steatomys pratensis LC

    - Podrodzina: Cricetomyinae
      - Rodzaj: Beamys
        - Beamys major NT

      - Rodzaj: Cricetomys
        - Cricetomys gambianus LC – wielkoszczur

      - Rodzaj: Saccostomus
        - Saccostomus campestris LC

  - Rodzina: Muridae (myszowate)
    - Podrodzina: Deomyinae
      - Rodzaj: Acomys
        - Acomys spinosissimus LC

      - Rodzaj: Lophuromys
        - Lophuromys flavopunctatus LC

    - Podrodzina: Otomyinae
      - Rodzaj: Otomys
        - Otomys angoniensis LC
        - Otomys denti NT
        - Otomys maximus LC
        - Otomys uzungwensis EN

    - Podrodzina: Gerbillinae
      - Rodzaj: Gerbilliscus
        - Gerbilliscus boehmi LC
        - Gerbilliscus brantsii LC
        - Gerbilliscus leucogaster LC
        - Gerbilliscus valida LC

    - Podrodzina: Murinae
      - Rodzaj: Aethomys
        - Aethomys chrysophilus LC
        - Aethomys kaiseri LC
        - Aethomys namaquensis LC
        - Aethomys nyikae LC

      - Rodzaj: Arvicanthis
        - Arvicanthis niloticus LC

      - Rodzaj: Colomys
        - Colomys goslingi LC

      - Rodzaj: Dasymys
        - Dasymys incomtus LC
        - Dasymys nudipes NT

      - Rodzaj: Grammomys
        - Grammomys dolichurus LC
        - Grammomys ibeanus LC

      - Rodzaj: Hybomys
        - Hybomys univittatus LC

      - Rodzaj: Hylomyscus
        - Hylomyscus denniae LC

      - Rodzaj: Lemniscomys
        - Lemniscomys griselda LC
        - Lemniscomys rosalia LC
        - Lemniscomys roseveari DD
        - Lemniscomys striatus LC – mysz smugowa

      - Rodzaj: Malacomys
        - Malacomys longipes LC

      - Rodzaj: Mastomys
        - Mastomys natalensis LC

      - Rodzaj: Mus
        - Mus indutus LC
        - Mus minutoides LC – mysz pigmejska
        - Mus neavei DD
        - Mus setzeri LC
        - Mus triton LC

      - Rodzaj: Pelomys
        - Pelomys fallax LC
        - Pelomys minor LC

      - Rodzaj: Praomys
        - Praomys delectorum NT
        - Praomys jacksoni LC

      - Rodzaj: Rhabdomys
        - Rhabdomys pumilio LC

      - Rodzaj: Thallomys
        - Thallomys nigricauda LC
        - Thallomys paedulcus LC

      - Rodzaj: Zelotomys
        - Zelotomys hildegardeae LC

#### Rząd:Lagomorpha(zajęczaki)
- Rodzina: Leporidae (zającowate)
  - Rodzaj: Pronolagus
    - Pronolagus rupestris LR/lc

  - Rodzaj: Lepus
    - Lepus capensis LR/lc – zając przylądkowy
    - Lepus microtis LR/lc

#### Rząd:Soricomorpha
- Rodzina: Soricidae (ryjówkowate)
  - Podrodzina: Crocidurinae
    - Rodzaj: Crocidura
      - Crocidura ansellorum EN
      - Crocidura cyanea LC
      - Crocidura fuscomurina LC
      - Crocidura hirta LC
      - Crocidura luna LC
      - Crocidura mariquensis LC
      - Crocidura nigrofusca LC
      - Crocidura olivieri LC
      - Crocidura parvipes LC
      - Crocidura pitmani DD
      - Crocidura silacea LC
      - Crocidura turba LC

    - Rodzaj: Suncus
      - Suncus lixus LC
      - Suncus varilla LC

    - Rodzaj: Sylvisorex
      - Sylvisorex megalura LC

#### Rząd: Chiroptera (nietoperze)
- Rodzina: Pteropodidae (rudawkowate)
  - Podrodzina: Pteropodinae
    - Rodzaj: Eidolon
      - Eidolon helvum LC

    - Rodzaj: Epomophorus
      - Epomophorus crypturus LC
      - Epomophorus wahlbergi LC

    - Rodzaj: Epomops
      - Epomops dobsoni LC
      - Epomops franqueti LC

    - Rodzaj: Lissonycteris
      - Lissonycteris angolensis LC
      - Lissonycteris goliath VU

    - Rodzaj: Micropteropus
      - Micropteropus pusillus LC

    - Rodzaj: Plerotes
      - Plerotes anchietae DD

    - Rodzaj: Rousettus
      - Rousettus aegyptiacus LC – rudawka nilowa
- Rodzina: Vespertilionidae (mroczkowate)
  - Podrodzina: Kerivoulinae
    - Rodzaj: Kerivoula
      - Kerivoula argentata LC – keriwula różnobarwna
      - Kerivoula lanosa LC

  - Podrodzina: Myotinae
    - Rodzaj: Myotis
      - Myotis bocagii LC
      - Myotis tricolor LC
      - Myotis welwitschii LC

  - Podrodzina: Vespertilioninae
    - Rodzaj: Eptesicus
      - Eptesicus hottentotus LC

    - Rodzaj: Glauconycteris
      - Glauconycteris variegata LC

    - Rodzaj: Hypsugo
      - Hypsugo anchietae LC

    - Rodzaj: Laephotis
      - Laephotis botswanae LC

    - Rodzaj: Mimetillus
      - Mimetillus moloneyi LC

    - Rodzaj: Neoromicia
      - Neoromicia capensis LC
      - Neoromicia melckorum DD
      - Neoromicia nanus LC
      - Neoromicia rendalli LC
      - Neoromicia zuluensis LC

    - Rodzaj: Nycticeinops
      - Nycticeinops schlieffeni LC

    - Rodzaj: Pipistrellus
      - Pipistrellus rueppelli LC
      - Pipistrellus rusticus LC

    - Rodzaj: Scotoecus
      - Scotoecus albigula DD
      - Scotoecus hindei DD
      - Scotoecus hirundo DD

    - Rodzaj: Scotophilus
      - Scotophilus dinganii LC
      - Scotophilus leucogaster LC
      - Scotophilus viridis LC

  - Podrodzina: Miniopterinae
    - Rodzaj: Miniopterus
      - Miniopterus fraterculus LC
      - Miniopterus natalensis NT
- Rodzina: Molossidae (molosowate)
  - Rodzaj: Chaerephon
    - Chaerephon bivittata LC
    - Chaerephon nigeriae LC
    - Chaerephon pumila LC
    - Chaerephon shortridgei NT

  - Rodzaj: Mops
    - Mops condylurus LC
    - Mops midas LC
    - Mops niveiventer LC

  - Rodzaj: Otomops
    - Otomops martiensseni NT

  - Rodzaj: Tadarida
    - Tadarida aegyptiaca LC
    - Tadarida fulminans LC
    - Tadarida ventralis NT
- Rodzina: Emballonuridae (upiorowate)
  - Rodzaj: Taphozous
    - Taphozous mauritianus LC
- Rodzina: Nycteridae (bruzdonosy)
  - Rodzaj: Nycteris
    - Nycteris aurita DD
    - Nycteris grandis LC
    - Nycteris hispida LC
    - Nycteris macrotis LC
    - Nycteris major VU
    - Nycteris thebaica LC
    - Nycteris woodi NT
- Rodzina: Megadermatidae (lironosowate)
  - Rodzaj: Lavia
    - Lavia frons LC
- Rodzina: Rhinolophidae (podkowcowate)
  - Podrodzina: Rhinolophinae
    - Rodzaj: Rhinolophus
      - Rhinolophus blasii NT
      - Rhinolophus clivosus LC
      - Rhinolophus darlingi LC
      - Rhinolophus fumigatus LC
      - Rhinolophus hildebrandti LC
      - Rhinolophus landeri LC
      - Rhinolophus sakejiensis DD
      - Rhinolophus simulator LC
      - Rhinolophus swinnyi NT

  - Podrodzina: Hipposiderinae
    - Rodzaj: Cloeotis
      - Cloeotis percivali VU

    - Rodzaj: Hipposideros
      - Hipposideros caffer LC
      - Hipposideros marungensis NT
      - Hipposideros ruber LC

    - Rodzaj: Triaenops
      - Triaenops persicus LC

#### Rząd: Pholidota (łuskowce)
- Rodzina: Manidae (łuskowcowate)
  - Rodzaj: Manis
    - Manis temminckii LR/nt – łuskowiec stepowy
    - Manis tricuspis LR/lc – łuskowiec leśny

#### Rząd: Carnivora (drapieżne)
- Podrząd: Feliformia
  - Rodzina: Felidae (kotowate)
    - Podrodzina: Felinae
      - Rodzaj: Acinonyx
        - Acinonyx jubatus VU – gepard

      - Rodzaj: Caracal
        - Caracal caracal LC – karakal

      - Rodzaj: Felis
        - Felis silvestris LC – żbik

      - Rodzaj: Leptailurus

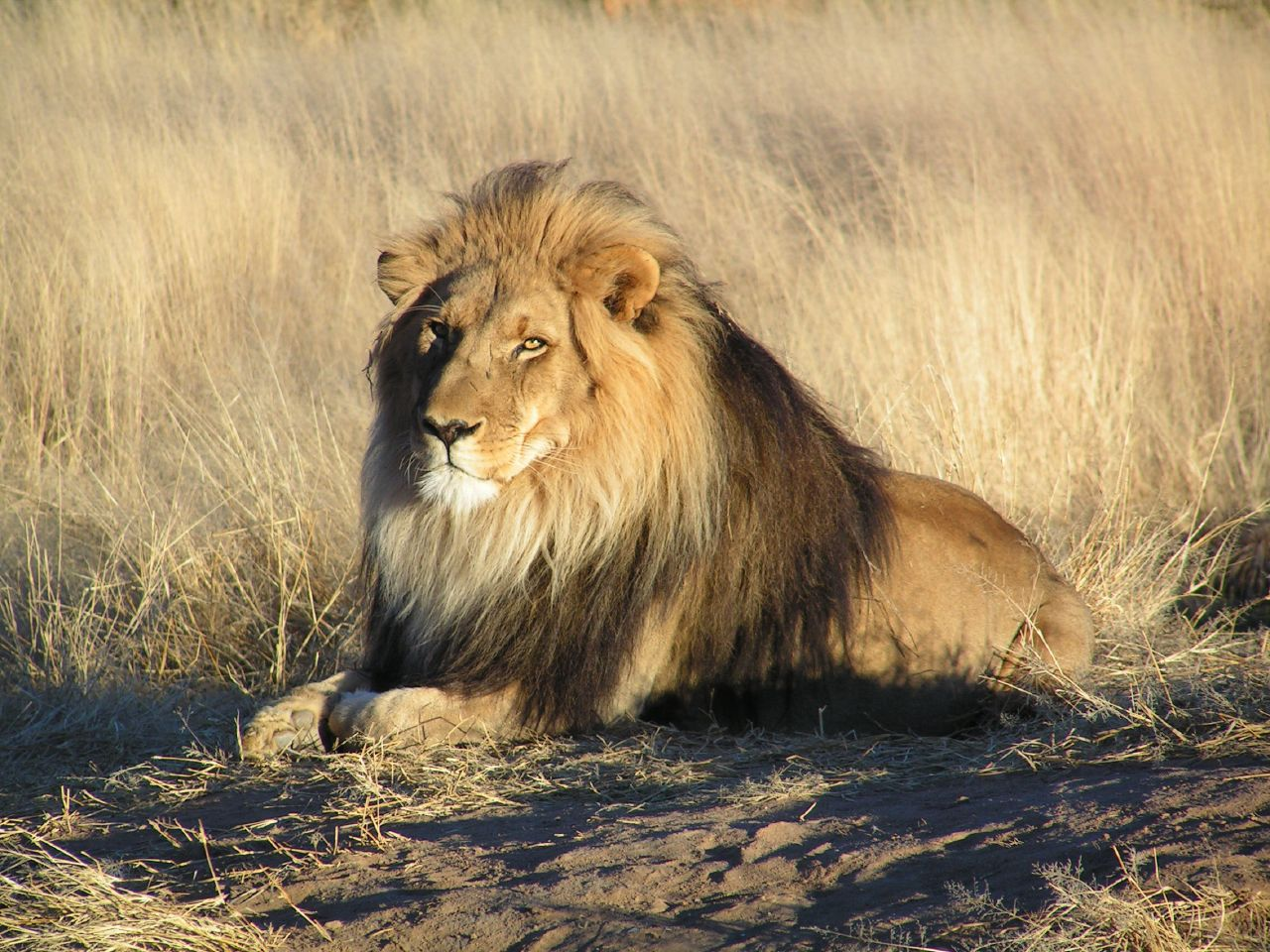
Lew

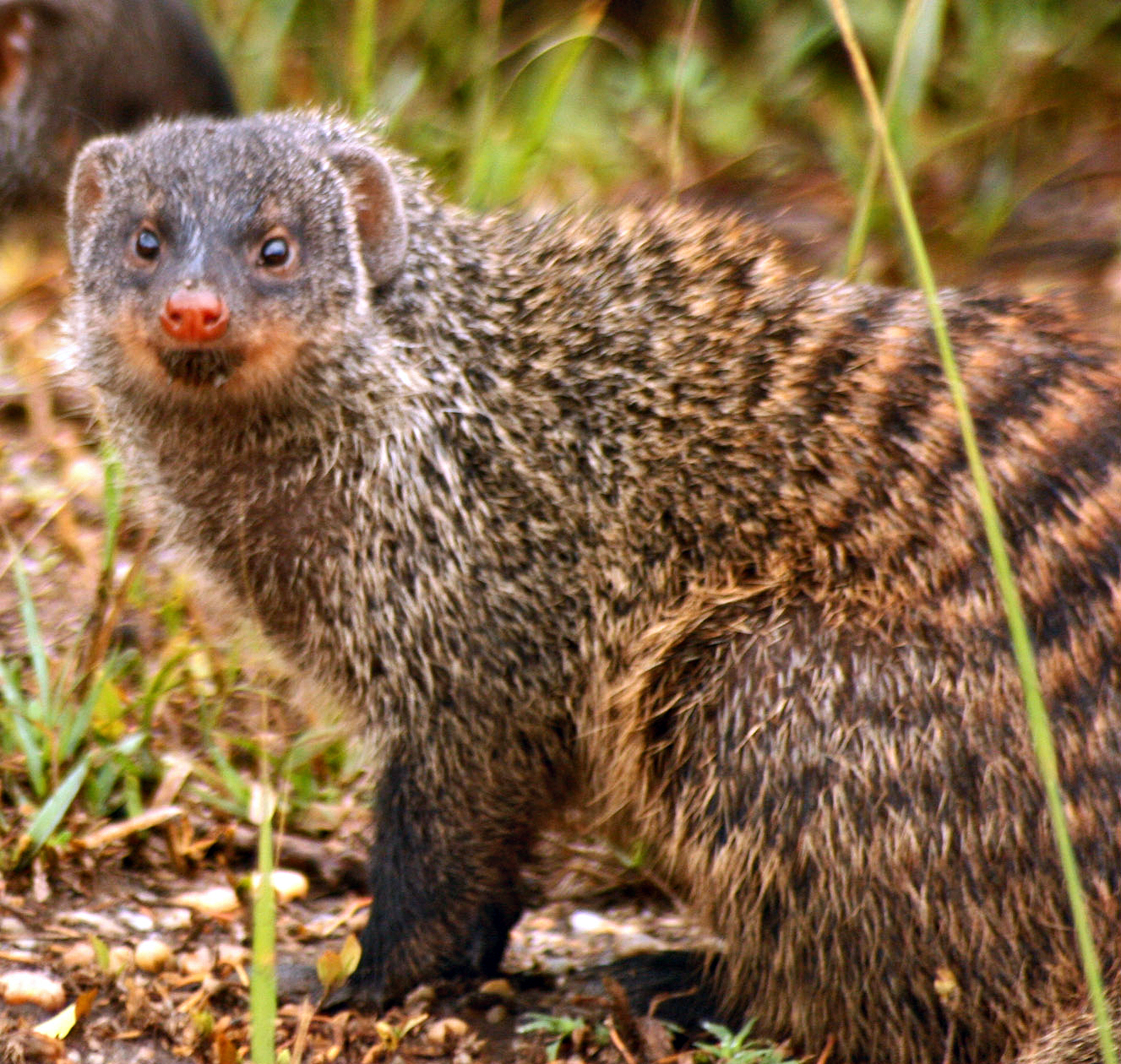
Mangusta pręgowana

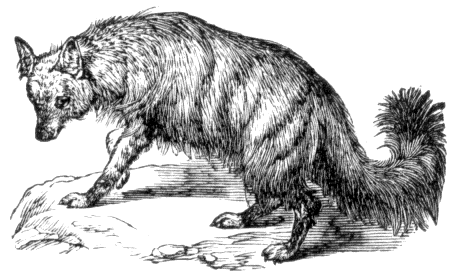
Protel

        - Leptailurus serval LC – serwal

    - Podrodzina: Pantherinae
      - Rodzaj: Panthera
        - Panthera leo VU – lew
        - Panthera pardus VU – lampart

  - Rodzina: Viverridae (łaszowate)
    - Podrodzina: Viverrinae
      - Rodzaj: Civettictis
        - Civettictis civetta LR/lc – cyweta afrykańska

      - Rodzaj: Genetta
        - Genetta angolensis LR/lc
        - Genetta genetta LR/lc – żeneta zwyczajna
        - Genetta maculata LR/lc

  - Rodzina: Nandiniidae
    - Rodzaj: Nandinia
      - Nandinia binotata LR/lc – łasza palmowa

  - Rodzina: Herpestidae (mangustowate)
    - Rodzaj: Atilax
      - Atilax paludinosus LR/lc – mangusta błotna

    - Rodzaj: Bdeogale
      - Bdeogale crassicauda LR/lc

    - Rodzaj: Galerella
      - Galerella sanguinea LR/lc – mangusta strojna

    - Rodzaj: Helogale
      - Helogale parvula LR/lc – mangusta karłowata

    - Rodzaj: Herpestes
      - Herpestes ichneumon LR/lc – mangusta egipska

    - Rodzaj: Ichneumia
      - Ichneumia albicauda LR/lc – mangusta białoogonowa

    - Rodzaj: Mungos
      - Mungos mungo LR/lc – mangusta pręgowana

    - Rodzaj: Paracynictis
      - Paracynictis selousi LR/lc

    - Rodzaj: Rhynchogale
      - Rhynchogale melleri LR/lc

  - Rodzina: Hyaenidae (hienowate)
    - Rodzaj: Crocuta
      - Crocuta crocuta LR/cd – krokuta cętkowana

    - Rodzaj: Proteles
      - Proteles cristatus LR/lc – protel
- Podrząd: Caniformia
  - Rodzina: Canidae (psowate)
    - Rodzaj: Canis
      - Canis adustus LC – szakal pręgowany

    - Rodzaj: Otocyon
      - Otocyon megalotis LC – otocjon

    - Rodzaj: Lycaon
      - Lycaon pictus EN – likaon

  - Rodzina: Mustelidae (łasicowate)
    - Rodzaj: Ictonyx
      - Ictonyx striatus LR/lc – zorilla paskowana

    - Rodzaj: Poecilogale
      - Poecilogale albinucha LR/lc

    - Rodzaj: Mellivora
      - Mellivora capensis LR/lc – ratel

    - Rodzaj: Lutra
      - Lutra maculicollis LC – wydra plamoszyjna

    - Rodzaj: Aonyx
      - Aonyx capensis LC – wydrzyca afrykańska

#### Rząd: Perissodactyla (nieparzystokopytne)
- Rodzina: Equidae (koniowate)
  - Rodzaj: Equus

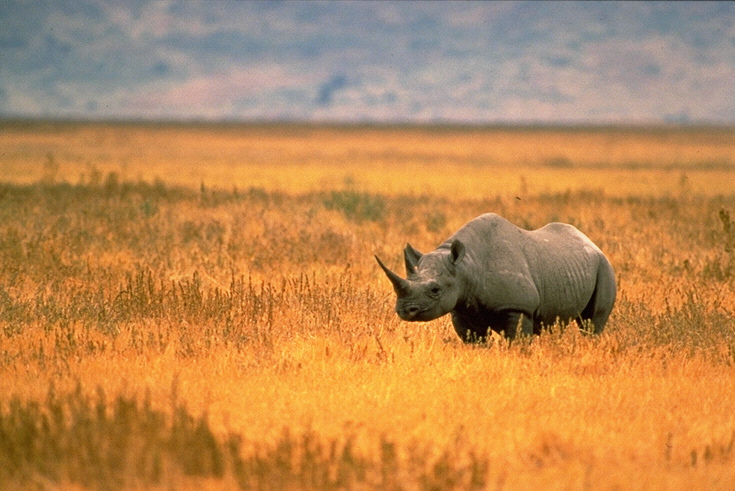
nosorożec czarny

    - Equus quagga burchellii LC – zebra damarska
- Rodzina: Rhinocerotidae
  - Rodzaj: Diceros
    - Diceros bicornis CR – nosorożec czarny

#### Rząd: Artiodactyla (parzystokopytne)
- Rodzina: Suidae (świniowate)
  - Podrodzina: Phacochoerinae
    - Rodzaj: Phacochoerus

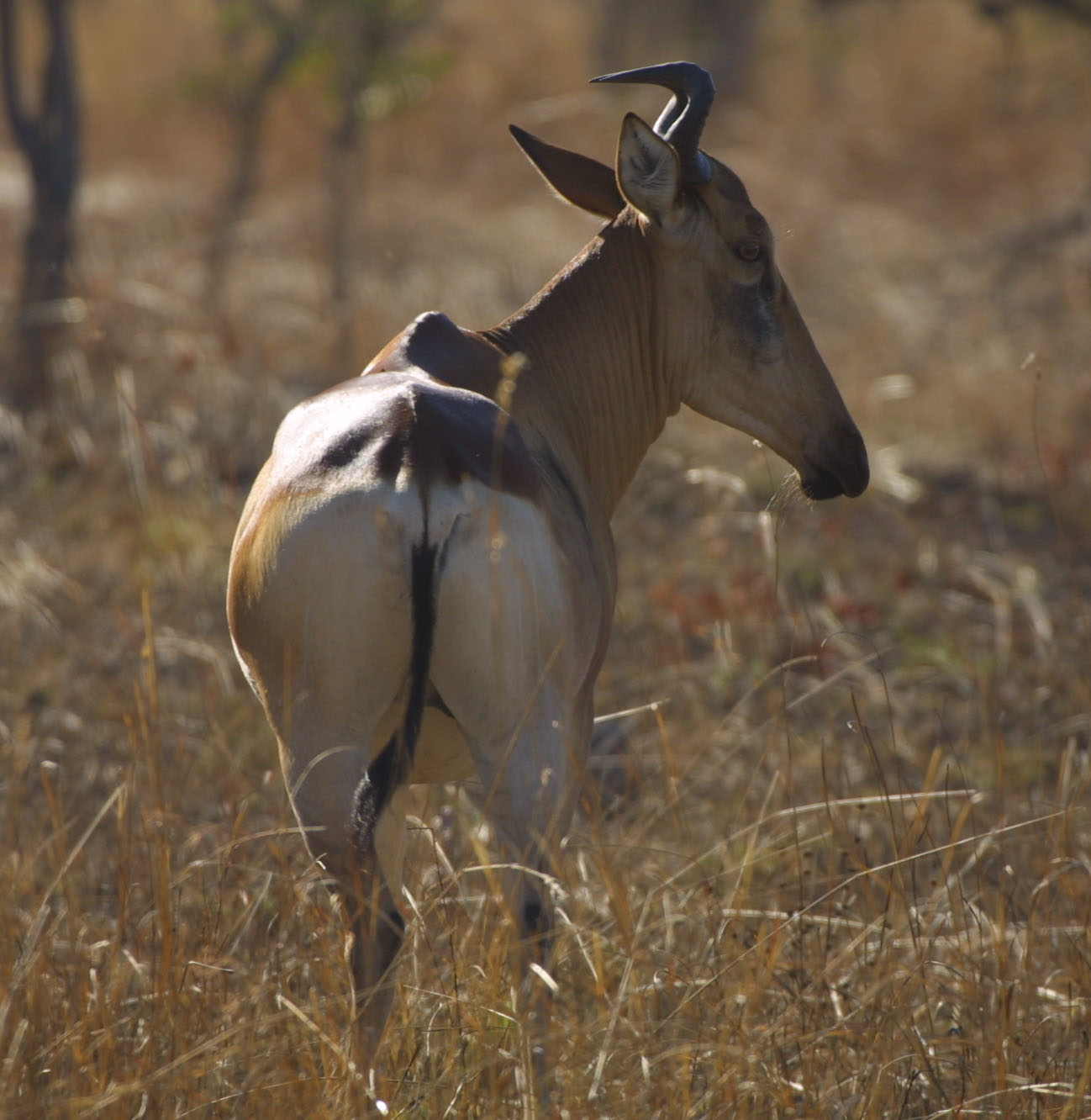
Bawolec Lichtensteina

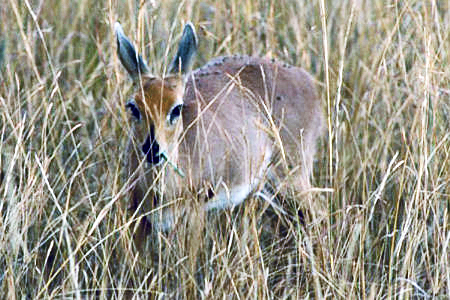
Oribi

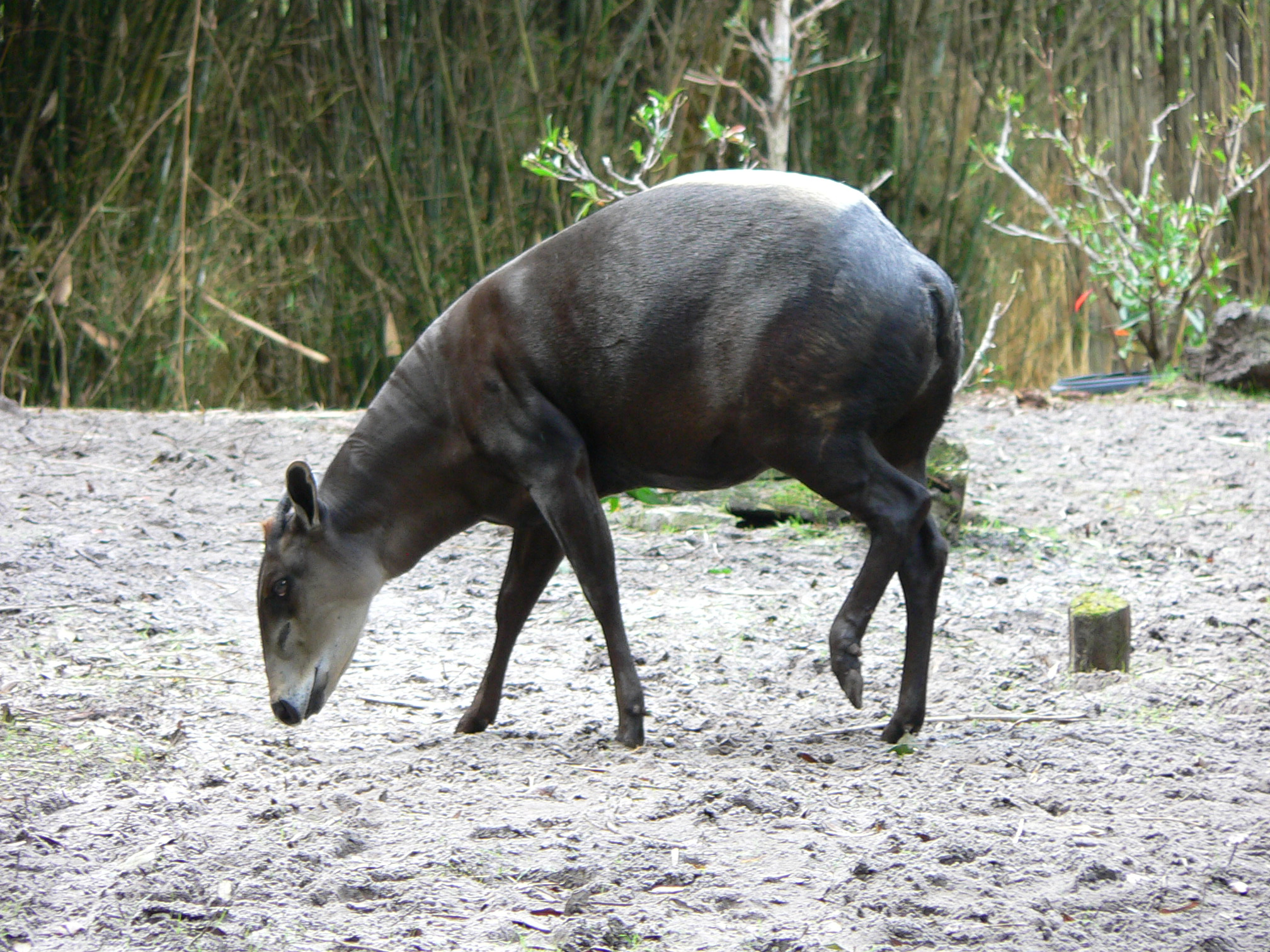
Dujker żółtopręgi

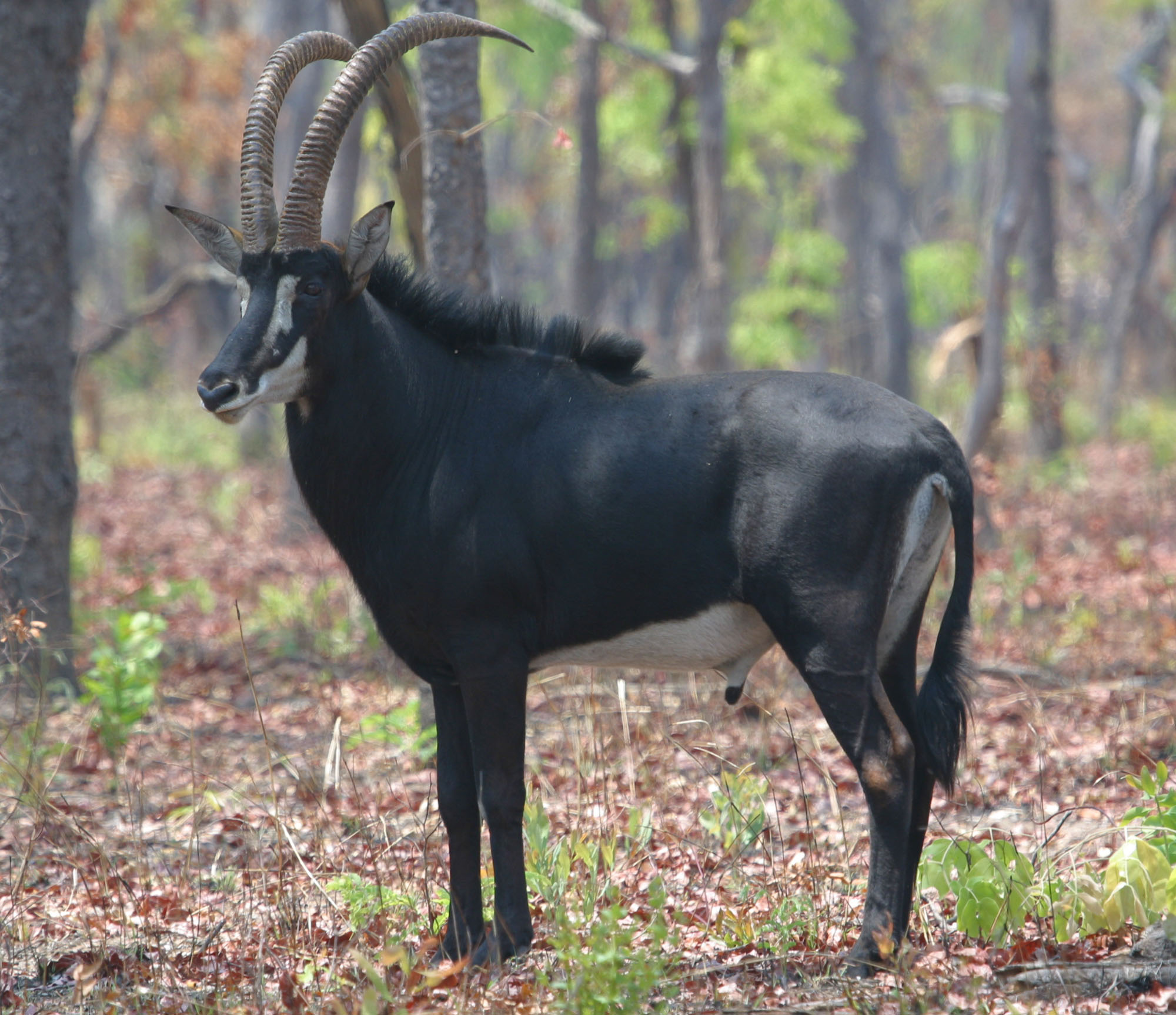
Antylopa szabloroga

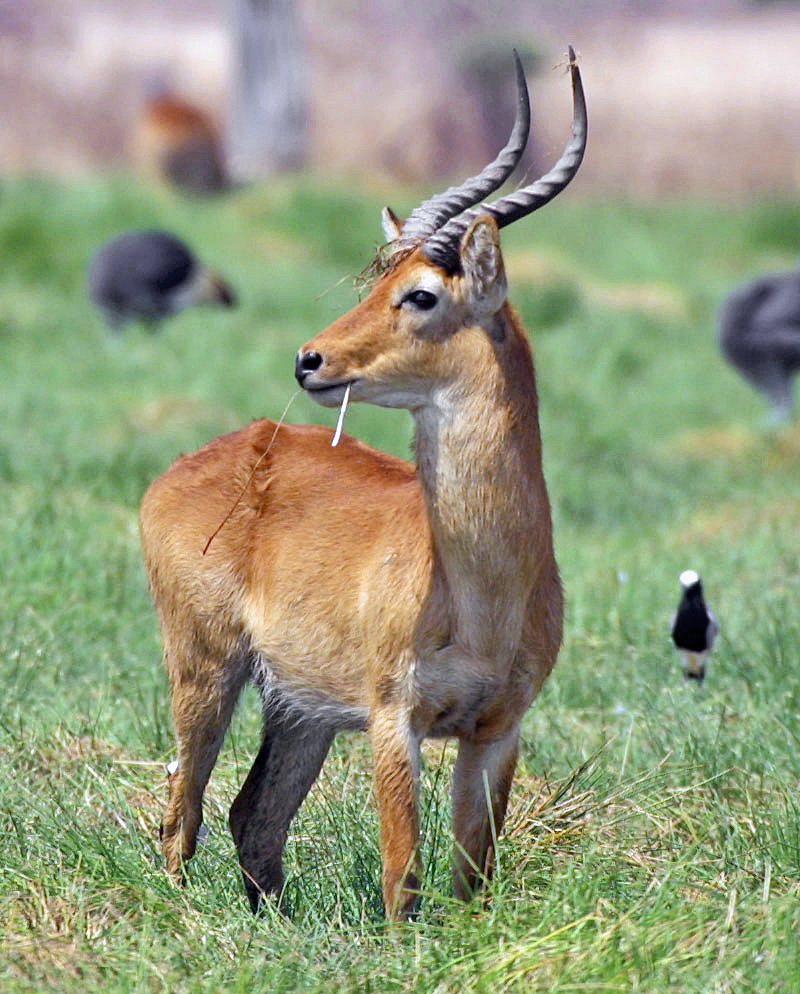
Puku

      - Phacochoerus africanus LR/lc – guziec

  - Podrodzina: Suinae
    - Rodzaj: Potamochoerus
      - Potamochoerus larvatus LR/lc
- Rodzina: Hippopotamidae (hipopotamowate)
  - Rodzaj: Hippopotamus
    - Hippopotamus amphibius VU – hipopotam nilowy
- Rodzina: Giraffidae (żyrafowate)
  - Rodzaj: Giraffa
    - Giraffa camelopardalis LR/cd – żyrafa
- Rodzina: Bovidae (krętorogie)
  - Podrodzina: Alcelaphinae
    - Rodzaj: Alcelaphus
      - Alcelaphus lichtensteinii LR/cd – bawolec Lichtensteina

    - Rodzaj: Connochaetes
      - Connochaetes taurinus LR/cd – gnu pręgowane

    - Rodzaj: Damaliscus
      - Damaliscus lunatus LR/cd

  - Podrodzina: Antilopinae
    - Rodzaj: Oreotragus
      - Oreotragus oreotragus LR/cd – koziołek skalny

    - Rodzaj: Ourebia
      - Ourebia ourebi LR/cd – Oribi

    - Rodzaj: Raphicerus
      - Raphicerus campestris LR/lc – stenbok
      - Raphicerus sharpei LR/cd

  - Podrodzina: Bovinae
    - Rodzaj: Syncerus
      - Syncerus caffer LR/cd – bawół afrykański

    - Rodzaj: Tragelaphus
      - Tragelaphus oryx LR/cd – eland
      - Tragelaphus scriptus LR/lc – buszbok
      - Tragelaphus spekii LR/nt – sitatunga
      - Tragelaphus strepsiceros LR/cd – kudu wielkie

  - Podrodzina: Cephalophinae
    - Rodzaj: Cephalophus
      - Cephalophus monticola LR/lc – dujker modry
      - Cephalophus natalensis LR/cd – dujker czerwony
      - Cephalophus silvicultor LR/nt – dujker żółtopręgi

    - Rodzaj: Sylvicapra
      - Sylvicapra grimmia LR/lc – grym

  - Podrodzina: Hippotraginae
    - Rodzaj: Hippotragus
      - Hippotragus equinus LR/cd – antylopa końska
      - Hippotragus niger LR/cd – antylopa szabloroga

  - Podrodzina: Aepycerotinae
    - Rodzaj: Aepyceros
      - Aepyceros melampus LR/cd – impala

  - Podrodzina: Reduncinae
    - Rodzaj: Kobus
      - Kobus ellipsiprymnus LR/cd – kob śniady
      - Kobus leche LR/cd – kob liczi
      - Kobus vardonii LR/cd – puku

    - Rodzaj: Redunca
      - Redunca arundinum LR/cd – Ridbok południowy